# 130 nanômetros
O processo de 130 nanômetros (130 nm ou 0,13 µm) se refere ao nível da tecnologia do processo de fabricação de semicondutores que foi alcançado entre os anos 2000 e 2001 por maior parte das companhias líderes de semicondutores como a Intel, Texas Instruments, IBM, e TSMC.
A origem do processo de 130 nm tem valor histórico, como reflete uma tendência de redução de 70% a cada 2 ou 3 anos. O título é formalmente determinado pela International Technology Roadmap for Semiconductors (ITRS), sediado pela Sematech.
Alguns dos primeiros CPUs fabricados com esse processo incluem a família Intel Tualatin de processadores Pentium III.
Exemplos de processadores usando a tecnologia de fabricação de 130 nm:
- Elbrus E2K 1891ВМ4Я (1891VM4YA) - 27 de abril de 2008[1]
- MCST R-500S 1891BM3 - 27 de julho de 2008[2]